# 21650 Tilgner
21650 Tilgner este un asteroid din centura principală de asteroizi.

## Descriere
21650 Tilgner este un asteroid din centura principală de asteroizi. A fost descoperit pe 17 iulie 1999 la Gnosca de Stefano Sposetti. El prezintă o orbită caracterizată de o semiaxă mare de 2,30 ua, o excentricitate de 0,12 și o înclinație de 6,1° în raport cu ecliptica.